# Сувоні (Джорджія)
Сувоні (англ. Suwanee) — місто (англ. city) в США, в окрузі Гвіннетт штату Джорджія. Населення — 20 786 осіб (2020).

## Географія
Сувоні розташоване за координатами 34°2′55″ пн. ш. 84°3′59″ зх. д. / 34.04861° пн. ш. 84.06639° зх. д. (34.048632, -84.066444).  За даними Бюро перепису населення США в 2010 році місто мало площу 28,39 км², з яких 28,19 км² — суходіл та 0,20 км² — водойми.

### Клімат
| Клімат : Сувоні       | Клімат : Сувоні | Клімат : Сувоні | Клімат : Сувоні | Клімат : Сувоні | Клімат : Сувоні | Клімат : Сувоні | Клімат : Сувоні | Клімат : Сувоні | Клімат : Сувоні | Клімат : Сувоні | Клімат : Сувоні | Клімат : Сувоні | Клімат : Сувоні |
| Показник              | Січ.            | Лют.            | Бер.            | Квіт.           | Трав.           | Черв.           | Лип.            | Серп.           | Вер.            | Жовт.           | Лист.           | Груд.           | Рік             |
| Середній максимум, °C | 9,4             | 12,2            | 16,7            | 21,1            | 25,0            | 28,9            | 30,6            | 30,0            | 26,7            | 21,7            | 16,1            | 10,6            | 20,8            |
| Середній мінімум, °C  | −2,2            | 0,0             | 3,3             | 7,8             | 12,8            | 17,8            | 20,0            | 19,4            | 15,6            | 8,9             | 3,3             | −0,6            | 8,9             |
| Норма опадів, мм      | 112             | 133             | 131             | 93              | 114             | 102             | 107             | 134             | 112             | 95              | 106             | 112             | 1351            |
| --------------------- | --------------- | --------------- | --------------- | --------------- | --------------- | --------------- | --------------- | --------------- | --------------- | --------------- | --------------- | --------------- | --------------- |
| Джерело:              |                 |                 |                 |                 |                 |                 |                 |                 |                 |                 |                 |                 |                 |

## Демографія
Згідно з переписом 2010 року, у місті мешкало 15 355 осіб у 5590 домогосподарствах у складі 4131 родини. Густота населення становила 541 особа/км².  Було 5919 помешкань (209/км²).
Расовий склад населення:
| - 67,4 % — білих - 18,0 % — азіатів - 10,8 % — чорних або афроамериканців - 0,1 % — вихідців з тихоокеанських островів - 0,1 % — корінних американців - 1,3 % — осіб інших рас |

До двох чи більше рас належало 2,3 %. Частка іспаномовних становила 6,7 % від усіх жителів.
За віковим діапазоном населення розподілялося таким чином: 27,9 % — особи молодші 18 років, 65,5 % — особи у віці 18—64 років, 6,6 % — особи у віці 65 років та старші. Медіана віку мешканця становила 36,8 року. На 100 осіб жіночої статі у місті припадало 94,2 чоловіків;  на 100 жінок у віці від 18 років та старших — 91,2 чоловіків також старших 18 років.
Середній дохід на одне домашнє господарство  становив 101 635 доларів США (медіана — 82 440), а середній дохід на одну сім'ю — 109 556 доларів (медіана — 92 072). Медіана доходів становила 70 313 долари для чоловіків та 42 799 доларів для жінок. За межею бідності перебувало 7,3 % осіб, у тому числі 11,0 % дітей у віці до 18 років та 3,2 % осіб у віці 65 років та старших.
Цивільне працевлаштоване населення становило 8828 осіб. Основні галузі зайнятості: освіта, охорона здоров'я та соціальна допомога — 18,0 %, науковці, спеціалісти, менеджери — 17,7 %, роздрібна торгівля — 11,2 %, фінанси, страхування та нерухомість — 8,9 %.